# یوسف امین
یوسف امین (عربی: يوسف والي فائق أمين؛ زادهٔ ۲۱ اوت ۲۰۰۳) بازیکن فوتبال است.
وی همچنین در تیم‌های ملی فوتبال جوانان آلمان و زیر ۲۰ سال عراق بازی کرده‌است.